# Cyrtopus setosus
Cyrtopus setosus là một loài rêu trong họ Cyrtopodaceae. Loài này được Hedw. Hook. f. mô tả khoa học đầu tiên năm 1867.